# 투데이 (미국의 텔레비전 프로그램)
투데이(Today)는 1952년 1월 14일부터 미국 NBC에서 방송되는 아침 정보 뉴스 프로그램이다. The Today Show로도 알려져 있다. 미국 최초의 아침 정보, 뉴스 프로그램으로 시작되었다. 또한 NBC의 《미트 더 프레스》에 이어 미국에서 두 번째 장수 프로그램이다.